# Anchoviella
Anchoviella is een geslacht van straalvinnige vissen uit de familie van ansjovissen (Engraulidae). Het geslacht is voor het eerst wetenschappelijk beschreven in 1911 door Fowler.

## Soorten
- Anchoviella alleni Myers, 1940
- Anchoviella balboae Jordan & Seale, 1926
- Anchoviella blackburni Hildebrand, 1943
- Anchoviella brevirostris Günther, 1868
- Anchoviella carrikeri Fowler, 1940
- Anchoviella cayennensis Puyo, 1946
- Anchoviella elongata Meek & Hildebrand, 1923
- Anchoviella guianensis Eigenmann, 1912
- Anchoviella jamesi Jordan & Seale, 1926
- Anchoviella lepidentostole Fowler, 1911
- Anchoviella manamensis Cervigón, 1982
- Anchoviella nattereri Steindachner, 1879
- Anchoviella perezi Cervigón, 1987
- Anchoviella perfasciata Poey, 1860
- Anchoviella vaillanti Steindachner, 1908